# Victor Bostan
Victor Bostan (n. 1 mai 1960 în Cărpineni, raionul Hâncești) este un oenolog și antreprenor moldovean. El este fondatorul și directorul general al Grupului Purcari.

## Carieră
Bostan a absolvit Facultatea de Tehnologia Vinului și a Produselor de Fermentare a Universității Tehnice a Republicii Moldova din Chișinău. Apoi a lucrat ca oenolog la o cramă din apropierea satului său natal. Odată cu prăbușirea Uniunii Sovietice, Bostan a părăsit cramă la începutul anului 1993 și a lucrat timp de câțiva ani într-o asociație de viticultori și crame independente. În 1996 a decis să devină antreprenor. A cumpărat o fermă cu o cramă, unde a produs vin și l-a exportat în principal în Rusia. Bostan a preluat o altă cramă în sudul Moldovei și, în cele din urmă, s-a mutat în regiunea rusă Krasnodar. În 1999 a cumpărat crama Kuban Vino de lângă Anapa și a modernizat-o. La sfârșitul anului 2002, a apărut oportunitatea de a vinde compania către grupul rusesc Ariant Group din regiunea Ural. Bostan s-a întors în țara sa natală și a preluat vinăriile din Etulia, Onești și Purcari, precum și vinăria Ceptura. Bostan este CEO al Grupului Purcari din 2003 și a câștigat 9 medalii de aur, 12 medalii de argint și 4 medalii de bronz cu vinurile sale la concursuri internaționale. În 2012, a fost ales președinte al Ghilda Vinurilor Moldovenești. Bostan este angajat social și politic în regiune. În 2018 Bostan a făcut parte din campania „prOMotorul de acasa” a Organizației Națiunilor Unite în Republica Moldova, care a promovat dezvoltarea economică și socială a Republicii Moldova. În același an și-a făcut publică afacerea la Bursa de Valori București. În 2017, revista VIP l-a desemnat Omul Anului în categoria „Viticultură”. Bostan este consul onorific al Lituaniei în Republica Moldova.